# Grete Freund
Grete Freund, o, da sposata, Gretl Basch, (Vienna, 3 luglio 1885 – Vienna, 28 maggio 1982), è stata una cantante e attrice austriaca.

## Biografia
Nata a Vienna nel 1885, Grete Freund studiò canto ed ebbe una formazione musicale presso il Conservatorio della sua città. Debuttò nel 1906 alla Volksoper, facendosi notare in seguito nel ruolo di Lili nell'operetta di Leo Fall Der fidele Bauer del 1907. Nel 1911, si sposò con l'attore teatrale Felix Basch: i due partirono in tournée in Russia per stabilirsi l'anno seguente a Berlino. Basch intraprese la carriera cinematografica diventando, negli anni venti, uno dei più importanti registi del cinema muto tedesco. Anche Grete lavorò per il cinema in ruoli di protagonista, recitando insieme al marito. Ma il teatro restò, tuttavia, la sua attività principale. Alla fine della prima guerra mondiale, lavorò al Neues Schauspielhaus (o Theater am Nollendorfplatz) di Berlino.
La coppia ebbe un figlio, Peter che, in seguito, avrebbe intrapreso con successo la carriera di fotografo. Quando Peter aveva nove anni, i Basch decisero di lasciare la Germania e di partire per gli Stati Uniti: i nazionalsocialisti erano arrivati al potere e le persone di origine ebraica vedevano ogni giorno montare sempre di più la propaganda anti ebraica. Giunti a New York nel 1933, i Basch fanno la spola avanti e indietro tra America ed Europa, perché, come molti altri emigranti, incontrano serie difficoltà nel trovare lavoro negli Stati Uniti. Basch cerca di lavorare come sceneggiatore, Grete organizza raccolte di fondi a favore dell'infanzia e apre un ristorante di cucina viennese a New York.
Nell'ottobre 1939, la famiglia Basch si stabilisce definitivamente negli Stati Uniti. Nel 1941, si trasferisce a Los Angeles dove Grete apre un altro ristorante ma questa volta senza grande successo. Felix muore nel 1944 a causa di una trasfusione. Grete, rimasta vedova, diede ancora qualche concerto per poi tornare - alla fine della guerra - in Austria.
Morì a Vienna il 28 maggio 1982 poco prima di poter compiere novantasette anni.

## Filmografia
- Mascotte, regia di Felix Basch (1920)
- Menschen von Heute, regia di Felix Basch (1920)
- Hannerl und ihre Liebhaber, regia di Felix Basch (1921)
- Der Fluch des Schweigens, regia di Felix Basch (1922)
- Sodoms Ende, regia di Felix Basch (1922)
- Der Strom, regia di Felix Basch (1922)
- Die vom Rummelplatz, regia di Carl Lamac (1930)